# Bataille de Sansapor
Seconde Guerre mondiale
Batailles
- Rabaul
- 1re Salamaua-Lae
- Mer de Corail
- Piste Kokoda
- Baie de Milne
- Goodenough
- Buna-Gona-Sanananda
- Lilliput
- Merauke

- Wau
- Mer de Bismarck
- I-Go
- 2e Salamaua-Lae
- Chronicle
- Monts Finisterre
- Bougainville
- Bombardement de Wewak
- Péninsule de Huon
- Nouvelle-Bretagne
- Bombardement de Rabaul

- Neutralisation de Rabaul
- Îles de l'Amirauté
- Emirau
- Take Ichi
- Nouvelle-Guinée occidentale

La bataille de Sansapor est une bataille de la guerre du Pacifique durant la Seconde Guerre mondiale lors de la campagne de Nouvelle-Guinée.
L'état-major américain visait dans cette opération à la sécurisation de la péninsule de Doberai afin d'y établir des aérodromes en vue de soutenir de futures actions militaires, notamment aux Philippines.

## La bataille
La 6e division d'infanterie débarqua en premier lieu sans rencontrer d'opposition dans le nord-ouest de la péninsule sur les îles de Middleburg et d'Amsterdam, mais également sur la péninsule même, sur le Cape Opmarai.
Dès le lendemain, elles débarquèrent plus au sud près de la ville de Sansapor.
L'absence d'opposition s'explique par le fait que la majeure partie de la garnison japonaise était stationnée dans la ville Manokwari, à plus de 200 kilomètres des sites de débarquements, que le commandement américain a intentionnellement choisi de contourner arguant du fait que sa neutralisation ne revêtait pas à son sens une importance stratégique.
Des unités nippones parvinrent à la mi-août près des zones côtières mais y furent interceptées au cours de combats dont elles sortirent perdantes. Les patrouilles de l'US Army afin de les débusquer durèrent jusqu'au 31 août 1944.

## Conséquences
Dès la mi-août 1944 des aérodromes furent établis et opérationnels sur l'île de Middleburg et près de la ville Mar. Une base d'hydravions fut également mise en place sur l'île d'Amsterdam.
Le reste de la garnison japonaise très isolée et sans ravitaillement, les mers, l'espace aérien et les zones côtières étant sous contrôle américain, passa le reste du conflit retranchée dans la jungle à l'intérieur des terres. Ces troupes, qui furent à partir de ce moment axées avant tout sur leur survie en territoire hostile, furent victimes de la faim et de la maladie et ne représentèrent plus une réelle menace militaire, c'est pourquoi elles furent délibérément ignorées par les Alliés jusqu'à la fin du conflit.